# Leucoloma okamurae
Leucoloma okamurae är en bladmossart som beskrevs av Brotherus 1921. Leucoloma okamurae ingår i släktet Leucoloma och familjen Dicranaceae. Inga underarter finns listade i Catalogue of Life.